# Aeroporto di Cartagena-Rafael Núñez
L'Aeroporto di Cartagena-Rafael Núñez (IATA: CTG, ICAO: SKCG), noto con il nome commerciale di Aeropuerto Internacional Rafael Núñez, è un aeroporto colombiano situato a circa 1 km dal centro della città di Cartagena de Indias, Capitale del Dipartimento di Bolívar.
La struttura, intitolata alla memoria del presidente colombiano Rafael Núñez (1825 – 1894), è dotata di un'unica pista con superficie in asfalto lunga 2 540 × 45 m (8 333 per 148 ft) posta all'altitudine di 2 m (7 ft) sul livello del mare e con orientamento 01/19, equipaggiata con impianto di illuminazione a media intensità (MIRL) e di sistema di assistenza all'atterraggio PAPI.
L'aeroporto, di proprietà della Aerocivil e gestito dalla Sociedad aeroportuaria de la Costa (SACSA), è di tipologia mista, civile e militare, ed effettua attività secondo le regole VFR e IFR, su tutte le 24 ore.